# Фаларіс

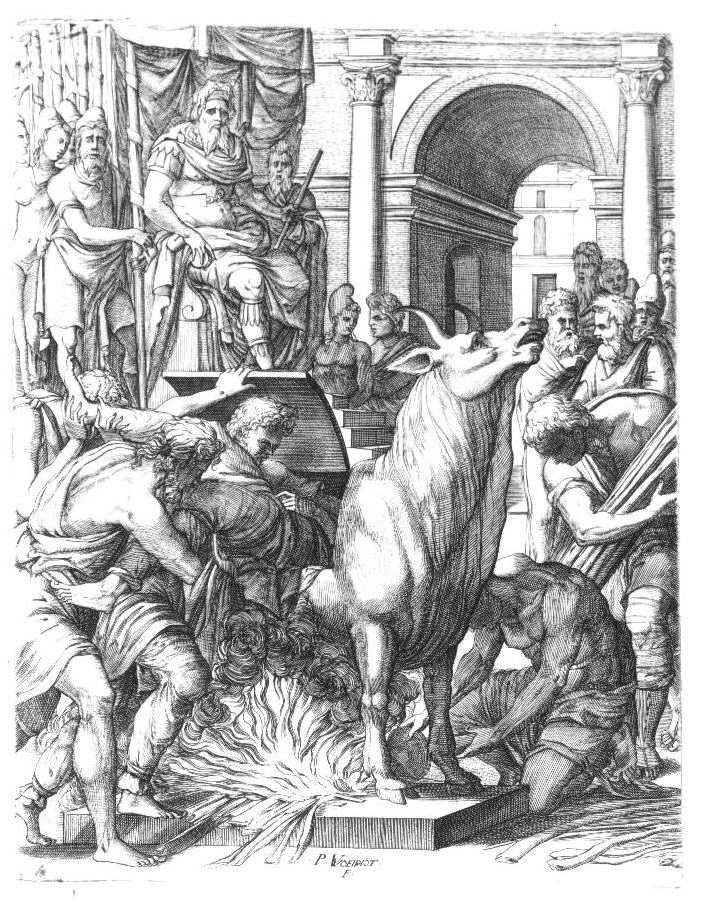
Так званий Бик Фаларіса — знаряддя тортур

Фаларіс, також Фаларид — тиран міста Акраганта з 570 до 554 року до н. е. Він був сином Леодама з Астипалаї біля Коса.

## Захоплення влади
Спочатку він взяв на викуп збір мита, а потім зайнявся будівництвом храму Зевса Полієуса (покровителя державного ладу) на ще не зміцненому замковому пагорбі. Потім Фаларіс хитрістю зміг отримати дозвіл на те, щоб обнести замок стіною, а коли роботи були закінчені, відпустив на волю зайнятих на будівництві в'язнів та озброїв їх для захоплення влади. Під час свята Фесмофорій він увірвався із своїм загоном, вбив багато чоловіків, захопив жінок й встановив свою владу над Акрагантом.

## Тиранія
Перші кроки Фаларіса як тирана були спрямовані на розширення влади за межами міста, зокрема проти племені сиканів. Фаларіс підкорив місто Камік, потім ще два міста. На схід від Акраганта заклав дві фортеці, які отримали його ім'я. Після цього він зміг підкорити місто Гімера. В цілому Фаларіс зміг не тільки відвести зовнішню загрозу, а й тривалий час втримати владу всередині міста. Щоправда, для цього він застосовував жорсткі методи. Врешті-решт терпець населення урвався, й у 554 році Телемаху з роду Емменідів (з острову Родос), прадіду Ферона, вдалося повалити Фаларіса. Тиран, його мати та найближче оточення були знищені.